# Long Way Home (Dokken)
Long Way Home è l'ottavo album in studio del gruppo musicale statunitense Dokken, pubblicato il 23 aprile 2002 dalla Sanctuary Records.
È l'unico album del gruppo a presentare John Norum alla chitarra, nonché il primo registrato con il bassista Barry Sparks in sostituzione del membro storico Jeff Pilson.

## Tracce
1. Sunless Days – 4:20 (Don Dokken, John Norum, Kelly Keeling)
2. Little Girl – 3:44 (Dokken, Keeling, Mick Brown)
3. Everybody Needs (to Be with Someone) – 3:15 (Dokken, Brown)
4. You – 3:47 (Dokken, Norum, Keeling)
5. Goodbye My Friend – 4:05 (Dokken)
6. Magic Road – 3:31 (Dokken, Norum)
7. There Was a Time – 3:53 (Dokken, Keeling)
8. Heart Full of Soul (cover degli Yardbirds) – 2:28 (Graham Gouldman)
9. Under the Gun – 4:20 (Dokken, Norum, Keeling)
10. I've Found – 3:43 (Dokken, Keeling)

Tracce bonus dell'edizione giapponese
1. Dancin' (The Irish Song) – 5:03
2. Only Heaven Knows – 3:17
3. Let It Be True – 4:38

## Formazione

### Gruppo
- Don Dokken – voce, chitarra ritmica, chitarra acustica, produzione
- John Norum – chitarra solista
- Barry Sparks – basso, cori
- Mick Brown – batteria, cori

### Produzione
- Wyn Davis, Mike McMullen, Brian Daugherty, Mike Lesniak –  ingegneria del suono
- Michael Wagener – missaggio
- Eric Conn – mastering